# Ovicula biradiata
 Ovicula biradiata  Manley, 2025 è una specie di piante angiosperme dicotiledoni della famiglia delle Asteraceae, sottofamiglia Asteroideae, tribù Helenieae e sottotribù Tetraneurinae.  Ovicula biradiata è anche l'unica specie del genere  Ovicula  Manley, 2025.

## Etimologia
Il nome generico (Ovicula ) deriva dal latino "ovis" (= pecora) e da "-cula" (definizione diminutiva), e fa riferimento al denso indumento lanoso di questa pianta. L'epiteto specifico (biradiata) fa riferimento ai due fiori ligulati.
Il nome scientifico della specie è stato definito dalla botanica Debra L. Manley nella pubblicazione " PhytoKeys 252: 141–162" del 2025. Il nome scientifico del genere è stato definito nella stessa pubblicazione.

## Descrizione
Portamento. Le specie di questa voce ha un ciclo biologico annuale; l'habitus è erbaceo. Sono piccole piante senza lattice e densamente bianco-tomentose.
Fusto. La parte aerea in genere è prostrata. Altezza media:1-3 cm.
Foglie. Le foglie sono basali e picciolate. Le lamine sono ovate, intere, planari, leggermente involute. Dimensione delle foglie: 4–7 × 2,5–5 mm.
Infiorescenza. Le infiorescenze sono composte da un capolino terminale peduncolato di tipo radiato eterogamo. I capolini sono formati da un involucro, con forme da largamente imbutiformi o campanulate o subglobose composto da diverse brattee, al cui interno un ricettacolo fa da base ai fiori di due tipi: fiori del raggio e fiori del disco. Le brattee (una decina), sono piatte, a consistenza erbacea, con forme ovali disposte su 3 serie. Il ricettacolo è privo di pagliette a protezione della base dei fiori; la forma del ricettacolo è piatta. Dimensione dell'involucro: 5–7 × 4–6 mm.
Fiori.  I fiori sono tetra-ciclici (formati cioè da 4 verticilli: calice – corolla – androceo – gineceo) e pentameri (calice e corolla formati da 5 elementi). Si distinguono in:
- fiori del raggio (esterni): (2 per capolino) sono femminili e fertili, sono disposti su una o più serie; la forma è ligulata (fiori zigomorfi);
- fiori del disco (centrali): (10-12 per capolino) sono ermafroditi e fertili con forme tubolari (fiori attinomorfi.

- Formula fiorale:

*/x K {\displaystyle \infty }, [C (5), A (5)], G 2 (infero), achenio 
- Calice: i sepali del calice sono ridotti ad una coroncina di squame.

- Corolla: tutti i fiori sono densamente pelosi;
  - fiori del raggio: la forma della corolla alla base è più o meno tubulosa-imbutiforme, mentre all'apice è ligulata con 4 nervature; la ligula può terminare con alcuni denti (3); il colore è biancastro;
  - fiori del disco: la forma è tubulare/campanulata bruscamente divaricata in 5 lobi; i lobi, patenti o eretti, hanno una forma deltata o più o meno lanceolata; il colore è giallo pallido.

- Androceo: l'androceo è formato da 5 stami sorretti da filamenti generalmente liberi; gli stami sono connati e formano un manicotto circondante lo stilo. Le appendici delle antere variano da strettamente obovate a subsagittate. Il tessuto endoteciale, rivestimento interno dell'antera, è quasi sempre polarizzato con due superfici distinte: una verso l'esterno e una verso l'interno. Il polline è sferico con un diametro medio di circa 25 micron;  è tricolporato con tre aperture sia di tipo a fessura che tipo isodiametrica o poro ed è echinato con punte sporgenti e divergenti.

- Gineceo: l'ovario è infero uniloculare formato da 2 carpelli. Lo stilo, il recettore del polline, è profondamente bifido con due stigmi divergenti e con le linee stigmatiche marginali separate e parallele. I due bracci dello stilo hanno una forma troncata e possono essere papillosi o ricoperti da ciuffi di peli.

Frutti. I frutti sono degli acheni con o senza pappo. L'achenio ha una forma obconica o obpiramidale con al massimo 5 coste longitudinali; la superficie è densamente pubescente. Il pappo è formato da 5 squame a forma ovale e ialine; le squame sono inoltre aristate. Lunghezza degli acheni: 1,5-2 mm.

## Biologia
Impollinazione: l'impollinazione avviene tramite insetti (impollinazione entomogama tramite farfalle diurne e notturne).

Riproduzione: la fecondazione avviene fondamentalmente tramite l'impollinazione dei fiori (vedi sopra).

Dispersione: i semi (gli acheni) cadendo a terra sono successivamente dispersi soprattutto da insetti tipo formiche (disseminazione mirmecoria). In questo tipo di piante avviene anche un altro tipo di dispersione: zoocoria. Infatti gli uncini delle brattee dell'involucro (se presenti) si agganciano ai peli degli animali di passaggio disperdendo così anche su lunghe distanze i semi della pianta. Inoltre per merito del pappo (se presente) il vento può trasportare i semi anche a distanza di alcuni chilometri (disseminazione anemocora).

## Distribuzione e habitat
La specie di questa voce è distribuita tra il confine USA e Messico (deserto di Chihuahua).

## Sistematica
La famiglia di appartenenza di questa voce (Asteraceae o Compositae, nomen conservandum) probabilmente originaria del Sud America, è la più numerosa del mondo vegetale, comprende oltre 23.000 specie distribuite su 1.535 generi, oppure 22.750 specie e 1.530 generi secondo altre fonti (una delle checklist più aggiornata elenca fino a 1.679 generi). La famiglia attualmente (2021) è divisa in 16 sottofamiglie; la sottofamiglia Asteroideae è una di queste e rappresenta l'evoluzione più recente di tutta la famiglia.

### Filogenesi
Il genere della specie di questa voce è descritto nella sottotribù Tetraneurinae caratterizzata da brattee erette all'antesi, da venature delle corolle che s'incontrano agli apici dei lobi e dalle appendici delle antere ricoperte da tricomi ghiandolari sulla faccia abassiale.
Nell'ambito filogenetico della sottotribù Ovicula si trova nel "core" del gruppo e insieme al genere Psilostrophe forma un "gruppo fratello".
I caratteri distintivi della specie  Ovicula biradiata sono:
- il portamento delle piante è minuto, annuale, densamente lanoso e sono alte 1-2 cm;
- i rami laterali sono prostrati;
- le foglie basali sono densamente fitte;
- i fiori de raggio sono 2 con corolle bianche e nervature marrone.